# Hejnice (Ústí nad Orlicí-i járás)
Hejnice település Csehországban, az Ústí nad Orlicí-i járásban. Hejnice Písečná, České Libchavy, Dlouhoňovice, Žampach, Sopotnice és Česká Rybná településekkel határos. Lakosainak száma 215 fő (2024. január 1.).

## Népesség
A település lakosságának változását az alábbi diagram mutatja:
| Lakosok száma | 327  | 370  | 305  | 263  | 196  | 203  | 201  | 199  | 211  | 215  |
|               | 1869 | 1890 | 1921 | 1950 | 1980 | 2001 | 2017 | 2019 | 2022 | 2024 |